# 600 (číslo)
Šest set je přirozené číslo. Následuje po čísle pět set devadesát devět a předchází číslu šest set jedna. Římskými číslicemi se zapisuje DC, řeckými číslicemi χ a hebrejskými číslicemi ם.

## Matematika
600 je:
- Abundantní číslo
- Složené číslo
- Nešťastné číslo

## Geometrie
- 600nadstěn – (také šestisetnadstěn) těleso tvořené z 600 nadstěn

## Astronomie
- (600) Musa je planetka hlavního pásu, kterou objevil v roce 1906 Joel Hastings Metcalf

## Doprava
- Silnice II/600 – silnice II.třídy v Česku spojující Slivenec a Hlubočepy

## Roky
- 600
- 600 př. n. l.